# Bletogona mycalesis
Bletogona mycalesis är en fjärilsart som beskrevs av Felder 1867. Bletogona mycalesis ingår i släktet Bletogona och familjen praktfjärilar. Inga underarter finns listade i Catalogue of Life.